# 滚球大战
《滚球大战》是1984年發行的未来风格体育游戏，由盧卡斯影業遊戲開發。遊戲原發行於雅達利8位元家族，後移植於雅達利5200、Apple II、ZX Spectrum、Amstrad CPC、Commodore 64、MSX以及雅達利7800和紅白機。遊戲開發期間名為「Ballblaster」，盜版遊戲即以此命名。大衛·萊文擔任主創和程式員。